# 农业保险
农业保险是对农业生产在遇到自然灾害、疫病、意外事故等风险时遭受的损害进行补偿的一种保险服务。保险标的包括种植业中的农作物，如水稻、小麦、棉花等；养殖业中的牲畜和家禽，比如奶牛、生猪、鸡、鸭等。农业保险属于财产保险的一类。